# Al-Walid bin Talal
al-Walīd bin Ṭalāl bin ʿAbd al-ʿAzīz Āl Saʿūd (in arabo الوليد بن طلال بن عبد العزيز آل سعود‎?, al-Walīd bin Ṭalāl bin ʿAbd al-ʿAzīz Āl Saʿūd; Gedda, 7 marzo 1955) è un imprenditore, dirigente sportivo e multimiliardario saudita, presidente e amministratore delegato della Kingdom Holding Company.
Membro della famiglia reale saudita, Waleed è il nipote del defunto re saudita Abdullah, a sua volta nipote del primo re saudita Ibn Saud, e nipote di Riad Al Solh, il primo ministro del Libano che fu assassinato ad Amman nel 1951. Secondo Forbes nel 2016 è il 41º uomo più ricco del mondo con un patrimonio netto di 17,3 miliardi di dollari, mentre per Bloomberg con 19 miliardi è il 50º nel 2017.

## Biografia
Più conosciuto con il nome di Principe Al-Waleed, è un membro della famiglia reale saudita. Ha accumulato la sua immensa fortuna grazie a fruttuosi investimenti, compresi alcuni in campo petrolifero. Grazie a questo tipo di attività e al suo fiuto per gli affari è soprannominato "Il Warren Buffett d'Arabia".
La sua società-madre si chiama Kingdom Holding Company, ha sede a Riad in Arabia Saudita, ne possiede il 95% ed è una delle più grandi e potenti holding del mondo, possiede o ha posseduto quote azionarie di moltissime società ed è presente in tantissimi rami d'affari ed è quotata nella borsa valori saudita Tadawul.
Il principe al-Walid è figlio di Talal bin Abd al-Aziz Al Sa'ud, quindi è nipote di Abd al-Aziz dell'Arabia Saudita, il fondatore del regno saudita. Inoltre sua madre è Mona al-Sulh, figlia di Riyad al-Sulh, importante figura politica del Libano e Primo ministro di quel paese al momento dell'indipendenza e per diversi anni ancora dopo di essa.
Ha studiato in California, conseguendo un Bachelor nel 1979 e nel 1985 ha ricevuto un Master of Arts. Si è sposato tre volte ed ha avuto due figli: il principe Khaled e la principessa Reem, a cui ha dato i nomi rispettivamente di suo fratello e di sua sorella. Dopo il divorzio dalle prime tre mogli si è sposato (2008) con la Principessa Amira al-Taweel, da cui ha consensualmente divorziato verso la fine del 2013. Al-Walid e Amira sono rimasti amici da allora e si sostengono a vicenda. Nonostante egli sia stretto parente (nipote) del defunto re Abd Allah dell'Arabia Saudita, ha sempre rifiutato di far parte del mondo della politica del suo paese, preferendo occuparsi di affari.
La sua carriera è cominciata nel 1979, con investimenti di piccola entità, per poi aumentarne sempre di più la portata, espandendosi nelle banche del suo paese e in seguito facendo acquisti di consistenti pacchetti azionari in importanti società come AOL, Amazon, Apple (fino al 2005), Kodak, Coca Cola, Pepsi Cola, Disneyland Paris (10%), McDonald's, Motorola, Fox News, News Corporation, Fininvest, eBay, Twitter, ecc.
Nel 1991 entra nel settore finanziario investendo oltre 797 milioni di dollari per il 14,9% di Citicorp (oggi ne ha la metà).
Nel 1995 l'imprenditore tunisino Tarak Ben Ammar, amico di famiglia, contribuisce positivamente all'acquisizione del 2,7% del gruppo Mediaset di Silvio Berlusconi per 100 milioni di dollari. Il principe si reca anche a Palazzo Chigi per discutere con il premier Berlusconi del tema delle privatizzazioni di Eni, Enel e Finmeccanica. Ben Ammar ottiene così un posto nel Cda di Mediaset, carica che non ricoprirà più dal momento in cui il saudita avrà ceduto la sua quota. Questo, due anni più tardi e grazie a Ben Ammar, investe anche 400 milioni di dollari per il 5% della News Corporation di Rupert Murdoch. Al 2010 ne detiene il 7%.
Sempre nel 1997 iniziano gli investimenti nel campo agricolo in Egitto nella Kingdom Agricultural Development Company (KADCO Egypt) e con Ben Ammar per mezzo della sua Kingdom Entertainment organizza l'HIStory World Tour del cantante Michael Jackson (1996-1997).
Possiede o ha posseduto anche delle quote nelle più grandi catene alberghiere del mondo come Four Seasons Hotels and Resorts, Plaza Hotel (fino al 2004) e Monte Carlo Grand Hotel. Nel gennaio 2005 acquista l'Hotel Savoy di Londra per 250 milioni di dollari; ne affida la gestione alla Fairmont Hotels and Resorts mentre la sorellastra Sultana Nurul ne detiene il 16%. Nel gennaio 2006, in collaborazione con la Colony Capital, società di investimenti statunitense, la Kingdom Holding Company acquista la Fairmont per 3,9 miliardi di dollari e il pacchetto comprende anche le catene Raffles, Swissotel e Mövenpick.
A marzo in Arabia Saudita viene emessa una "fatwā" (decreto islamico) contro Bin Talal che viene accusato da un professore di diritto islamico di diffondere programmi inopportuni nel Regno.
Nel 2011, in accordo con la multinazionale Saudi Binladin Group, per 4,6 miliardi di riyal sauditi fa costruire la Kingdom Tower, che sarà il più alto del mondo. In quest anno terminano i suoi investimenti nel Kingdom Africa Management (KAM) iniziati nel 2003, trattasi di private equity.
Nel 2013 News Corporation acquista per 175 milioni dal principe il 19% del Rotana Group, il più grande gruppo arabo attivo nei media e nella comunicazione. Nello stesso anno il principe acquista una quota del 3% del social network Twitter per 300 milioni di dollari.
Bin Talal possiede Rotana TV, Al-Ibrahim, MBC,, Jingdong e Saks Incorporated (società di vendita diretta on-line), il 90% della LBC, il 17% di Al Nahar e il 25 % di Al Diyar (due quotidiani libanesi), il 35% del gruppo mediatico Saudi Research and Marketing Group (SRMG), e quote della Flynas (compagnia aerea saudita) e della Tasnee (firma petrolchimica). Possiede inoltre strutture turistiche, scuole, ospedali e strutture private a Riad.
È stato il primo ad essere inserito nella "Saudi Rich List" emessa nel 2009, con una fortuna stimata di 16,3 miliardi di dollari.
Solo nel 2014 la sua ricchezza è aumentata del 12,7% rispetto all'anno precedente.
Secondo Forbes al 2015 risulta essere l'uomo più ricco del suo paese, l'uomo più ricco del mondo arabo e il 34° uomo più ricco del mondo secondo la rivista statunitense Forbes con un patrimonio di 27 miliardi di dollari statunitensi, per Bloomberg ne detiene 32 miliardi ed è al 20º posto.
Il 4 novembre 2017 re Salman ha costituito una commissione anti-corruzione guidata dal principe ereditario Mohammad bin Salman. Poche ore dopo, la commissione ha ordinato l'arresto di undici principi e trentotto ex ministri. Il principe Al-Walid bin Talal è stato arrestato dalle autorità saudite con l'accusa di corruzione e riciclaggio di denaro. Per la scarcerazione, dai domiciliari all'hotel Ritz Carlton di Riad, le autorità saudite hanno chiesto il versamento di una penale pari a 6 miliardi di dollari statunitensi. La scarcerazione è effettivamente avvenuta il 27 gennaio 2018, mentre il fratello Khaled bin Talal ha dovuto attendere il 4 novembre 2018 per un provvedimento analogo.
Nel 2021 vende per 2,2 miliardi di dollari la maggioranza della catena alberghiera Four Seasons al miliardario americano Bill Gates.

## Beneficenza
Il principe al-Walid è coinvolto in numerose attività caritatevoli in tutto il Vicino Oriente, Asia e Africa. Si dice che doni circa 100 milioni di USD l'anno in attività benefiche, la maggior parte delle quali per le strutture educative, nel tentativo di colmare il divario culturale e soprattutto sanitario tra il mondo arabo e il mondo occidentale.
Nel 2001, in seguito agli attentati dell'11 settembre 2001, ha offerto alla città di New York 10 milioni, ma il sindaco Rudolph Giuliani ha rifiutato, si dice per il sospetto che nell'attentato fossero coinvolti sauditi e per via della situazione molto tesa in Palestina. Quest'ultima affermazione sembra non avere molto senso, dal momento che sono numerose le istituzioni statunitensi che beneficiano di generose elargizioni saudite, non ultima la prestigiosa università cattolica di Washington, la Georgetown University per un'istituzione finalizzata alla comprensione reciproca fra Islam e Cristianesimo, presieduta dal prof. italo-americano John L. Esposito.
Nel 2002 il principe al-Walid ha donato 500.000 dollari alla George Herbert Walker Bush Scholarship Fund, senza che questo suscitasse alcuna perplessità. Nel luglio 2005 ha donato 20 milioni di USD al Louvre (la più grande donazione di sempre ad un museo) per inaugurare una nuova collezione dedicata all'arte islamica. Nell'ottobre 2005 ha destinato 30 milioni di riyal e beni di prima necessità per aiutare le vittime del terremoto nel Kashmir del 2005. Nel 2006 il principe ha elargito 10 milioni di USD al Weill Medical College of Cornell University, un'altra struttura dipendente da una delle più prestigiose università, appartenente alla cosiddetta Ivy League.
Nel luglio 2015 durante il mese del Ramadan, in cui i musulmani sono invitati a fare la carità e ad aiutare i bisognosi, dichiara di volere devolvere in beneficenza il suo intero patrimonio personale (valutato dall'agenzia specializzata Bloomberg in oltre 30 miliardi di dollari) per ricerche sulla salute, soccorsi in caso di calamità naturali e per i diritti delle donne ispirandosi alla Gates Foundation del miliardario Bill Gates. Il denaro andrà direttamente alla sua organizzazione di beneficenza Alwaleed Philanthropies, a cui ha già dato 3,5 miliardi e il resto lo donerà nell'arco di diversi anni. Il principe Khaled diventerà presidente della fondazione successivamente alla sua scomparsa mentre la principessa Reem ne sarà vicepresidente.

## Proprietà
Al-Walid possiede il 58º yacht privato più grande al mondo, con una lunghezza di 85,9 metri. Lo ha chiamato Kingdom 5KR, originariamente costruito per il trafficante d'armi saudita Adnan Khashoggi nel 1979. Nel 1983, quando era ancora in possesso di Khashoggi, lo yacht apparve in uno dei film di James Bond, Mai Dire Mai. È stato poi venduto al magnate americano e investitore Donald Trump, che lo ha rinominato Princess Trump.
Al-Walid ha riacquistato la barca dopo il secondo fallimento di Trump. Al-Walid ha ordinato un nuovo yacht, attualmente conosciuto come il Nuovo Kingdom 5KR, che sarà di circa 180 metri di lunghezza e un costo stimato di oltre 500 milioni di dollari. Lo yacht è stato allestito da Lindsey design e i primi progetti sono stati consegnati a fine 2010. Il varo è previsto per il 2020 dai cantieri Mariotti Yacht, già produttori del 164 metri Fulk Al Salamah, shadow yacht del 155 metri Al Said del Sultano dell'Oman Qaboos bin Said. Al-Walid possiede diversi aerei, tutti convertiti per uso privato: un Boeing 747, un Airbus 321 e un Hawker Siddeley 125. È stato il primo singolo individuo ad acquistare un Airbus A380, che era previsto per la consegna nella primavera del 2013, ma è stato venduto prima.

## Onorificenze
Elenco delle onorificenze: